# Donaugärs
Donaugärs (Gymnocephalus schraetser) är en fisk i ordningen abborrartade fiskar som lever i Donaus flodsystem.

## Utseende
Likt gärsen har arten sammanhängande ryggfenor, men den är långsträcktare och annorlunda mönstrad, med en gulaktig kropp och mörka, delvis avbrutna längsgående streck. Den kan bli 30 cm lång och väga 250 g, men är oftast mindre.

## Vanor
Donaugärsen lever i mindre stim i måttligt strömmande floder med sand- eller dybotten. Den är vanligtvis nattaktiv, men kan söka föda även på dagen. Födan består av insektslarver, maskar, märlkräftor och fiskrom. Arten kan bli upp till 15 år gammal.
Köttet anses välsmakande, och arten är föremål för ett visst sportfiske

### Fortplantning
Arten blir könsmogen vid 2 till 3 års ålder. Leken äger rum i april till juni. Den är i regel polyandrisk, en hona parar sig med många hanar. Hon kan lägga upp till 10 000 ägg, som klistras fast vid stenar. De unga larverna är bottenlevande.

## Utbredning
Donaugärsen finns allmänt i Donau från Sydtyskland, över Österrike, Ungern, Slovenien, Kroatien, nordligaste Bosnien och Hercegovina, Slovakien och Serbien till Bulgarien, Rumänien och Moldavien.